# Sauerland-Radring
De Sauerland-Radring is een langeafstandsfietsroute in Duitsland. De route maakt een lus langs de plaatsen Eslohe, Schmallenberg, Lennestadt en Finnentrop in het Sauerland. Het traject is bewegwijzerd in twee richtingen.

## Traject
De route begint en eindigt in Eslohe in het Sauerland. In Eslohe kan worden aangesloten op de Ruhr-Sieg-Radweg richting Wennemen en de rvier de Ruhr en de fietsroute Ruhrtalradweg. Ook kan worden aangesloten op de HenneseeSchleife.
In Schmallenberg komt de Lenneradweg erbij en loopt de route langs de Lenne tot Finnentrop samen met de Lenneradweg. Vanaf Finnentrop terug naar Eslohe loopt de route parallel met de Ruhr-Sieg-Radweg. 
De route volgt deels de oude spoorlijn Finnentrop - Wennemen. 

## Aansluitingen met andere routes
- In Eslohe kan worden aangesloten op de Ruhr-Sieg-Radweg.
- In Eslohe kan worden aangesloten op de HenneseeSchleife.
- Tussen Schmallenberg en Finnentrop loopt de route parallel met de Lenneradweg.
- Tussen Finnentrop en Eslohe loopt de route parallel met de Ruhr-Sieg-Radweg.
- Op elk willekeurig punt kan gebruik worden gemaakt van het fietsroutenetwerk ter plaatse.